# 荷蘭圖書週
荷蘭圖書週（荷蘭語發音：[ˈbukə(n)ʋeːk] ⓘ）是荷蘭為了推廣荷蘭文學而舉辦的一年一度、為期一週至十天不等的活動，自1932年開辦以來，已經有超過八十年的歷史。荷蘭圖書週由「荷蘭圖書宣傳推廣協會」（CPNB）主辦，在每年三月份舉行，由眾作家與出版人參加的「圖書舞會」（Boekenbal），標誌著圖書週的展開。在圖書週期間，荷蘭國內各地常有共襄盛舉的活動，例如簽書會、文學季和辯論賽等。每年，圖書週選定一或二位荷蘭作家，為圖書週書寫「禮物書」（Boekenweekgeschenk），免費贈予在圖書週期間購買荷蘭文學書滿一定金額的讀者。自2002年起，荷蘭國鐵（NS）成為荷蘭圖書週的最大贊助商，並推出在圖書週最後一天持禮物書可免費搭乘火車。這項優惠後也成為圖書週的傳統之一。

## 外部連結
- 荷蘭圖書週網站 （页面存档备份，存于） （荷兰文）
- 荷蘭圖書宣傳推廣協會網站 （页面存档备份，存于） （荷兰文）